# Cronologia dei voli spaziali
Questa cronologia comprende i voli di rilievo e le prime esplorazioni umane effettuate nello spazio a partire dal primo oggetto costruito dall'uomo a raggiungere lo spazio esterno oltre l'atmosfera terrestre. 

## 1944-1957
| Data             | missioni | Paese/Agenzia | Nome della Missione |
| ---------------- | --- | ------------- | ------------------- |
| 20 giugno 1944   | Primo oggetto artificiale (razzo V2) a raggiungere lo spazio esterno compiendo un volo suborbitale. Primo razzo a oltrepassare la Linea di Kármán e a raggiungere la quota di 174,6km | Germania      | MW 18014            |
| 10 maggio 1946   | Primo progetto di ricerca (sulle radiazioni cosmiche) condotto con volo suborbitale tramite un razzo V2 (Aggregat 4) modificato                                                       | USA           | Programma Hermes    |
| 24 ottobre 1946  | Prime foto del pianeta Terra da una quota di 105km | USA           | Programma Hermes    |
| 20 febbraio 1947 | Primi animali lanciati nello spazio (Moscerini della frutta) per verificare gli effetti dell'esposizione alle radiazioni cosmiche                                                     | USA           | Programma Hermes    |
| 24 febbraio 1949 | Primo razzo a due stadi a propellente liquido, stabilì un record di 393km di altitudine (missile WAC Corporal montato su un razzo V2)                                                 | USA           | Bumper-5            |
| 14 giugno 1949   | Primo mammifero lanciato nello spazio (il Macaco Rhesus Albert II) nonché primo primate nello spazio                                                                                  | USA           | Blossom IVB         |
| 21 agosto 1957   | Primo razzo ICBM ad effettuare un volo suborbitale intercontinentale | URSS          | R-7 (missile)       |

## 1957-1961
| Data              | missioni | Paese/Agenzia    | Nome della Missione |
| ----------------- | --- | ---------------- | ------------------- |
| 4 ottobre 1957    | Primo satellite artificiale Primi segnali radio trasmessi dallo spazio                                                                             | URSS             | Sputnik 1           |
| 3 novembre 1957   | Primo animale in orbita, la cagnetta Laika | URSS             | Sputnik 2           |
| 31 gennaio 1958   | Conferma dell'esistenza delle Fasce di Van Allen                                                                                                   | USA (ABMA)       | Explorer 1          |
| 17 marzo 1958     | Primo satellite alimentato da pannelli solari | USA (NRL)        | Vanguard 1          |
| 18 dicembre 1958  | Primo satellite per telecomunicazioni (sperimentale)                                                                                               | USA (DARPA)      | Project SCORE       |
| 2 gennaio 1959    | Prima accensione di un razzo in orbita terrestre Prima uscita dalla sfera di attrazione terrestre velocità di fuga Prima scoperta del vento solare | URSS             | Luna 1              |
| 4 gennaio 1959    | Primo oggetto fabbricato dall'uomo, immesso in Orbita eliocentrica                                                                                 | URSS             | Luna 1              |
| 17 febbraio 1959  | Primo satellite meteorologico | USA (NRL → NASA) | Vanguard 2          |
| 28 febbraio 1959  | Primo satellite in Orbita polare | USA (DARPA)      | Discoverer 1        |
| 7 agosto 1959     | Prima fotografia della Terra ripresa dallo spazio                                                                                                  | USA (NASA)       | Explorer 6          |
| 13 settembre 1959 | Primo impatto su un altro corpo celeste (la Luna)                                                                                                  | URSS             | Luna 2              |
| 4 ottobre 1959    | Prime foto della Faccia nascosta della Luna (riprese il 7 ottobre)                                                                                 | URSS             | Luna 3              |
| 11 marzo 1960     | Prima sonda lanciata verso il Sole | USA (NASA)       | Pioneer 5           |
| 1º aprile 1960    | Prima immagine ripresa da un satellite meteorologico                                                                                               | USA (NASA)       | TIROS-1             |
| 5 luglio 1960     | Primo satellite da ricognizione | USA (NRL)        | GRAB-1              |
| 11 agosto 1960    | Primo satellite recuperato intatto dall'orbita | USA (Air Force)  | Discoverer 13       |
| 12 agosto 1960    | Primo satellite per telecomunicazioni (passivo) | USA (NASA)       | ECHO 1              |
| 18 agosto 1960    | Prima foto Satellite spia | USA (Air Force)  | Discoverer 14       |
| 19 agosto 1960    | Prime piante e animali ritornate vive da un'orbita terrestre                                                                                       | URSS             | Sputnik 5           |
| 4 ottobre 1960    | Primo satellite per telecomunicazioni (attivo) | USA (NASA)       | Courier 1B          |
| 1961              | Prima correzione di rotta Prima correzione a metà viaggio Prima stabilizzazione mediante rotazione                                                 | URSS             | Venera 1            |

## 1961-1969
| Date              | Missione | Paese/Agenzia                                         | Nome della Missione           |
| ----------------- | --- | ----------------------------------------------------- | ----------------------------- |
| 12 aprile 1961    | Primo uomo nello spazio (Yuri Gagarin) Primo volo orbitale con uomo a bordo | URSS                                                  | Vostok 1                      |
| 5 maggio 1961     | Seconda nazione a mandare un uomo nello spazio (Alan Shepard), volo suborbitale | USA (NASA)                                            | Mercury-Redstone 3            |
| 20 febbraio 1962  | Seconda nazione a realizzare un volo orbitale nello spazio con un uomo a bordo (John Glenn) | USA (NASA)                                            | Mercury-Atlas 6               |
| 7 marzo 1962      | Primo osservatorio solare orbitale | USA (NASA)                                            | OSO-1                         |
| 11 luglio 1962    | Primo satellite per telecomunicazioni, lanciato dalla NASA per un consorzio privato (formato da: AT&T Bell Telephone Laboratories, il General Post Office britannico -antenato della British Telecom- e la PTT francese) | USA                                                   | Telstar 1                     |
| 29 settembre 1962 | Primo satellite artificiale lanciato da una “non superpotenza” (con razzo vettore statunitense) | Canada                                                | Alouette 1                    |
| 14 dicembre 1962  | Primo sorvolo ravvicinato attorno a un pianeta (Venere approccio più vicino 34.773 chilometri) | USA (NASA)                                            | Mariner 2                     |
| 16 giugno 1963    | Prima donna nello spazio (Valentina Vladimirovna Tereškova) | URSS                                                  | Vostok 6                      |
| 19 luglio 1963    | Primo volo suborbitale di un velivolo spaziale riutilizzabile con equipaggio umano (X-15) | USA (NASA)                                            | X-15 Flight 90                |
| 26 luglio 1963    | Primo satellite per telecomunicazioni in orbita geosincrona | USA (NASA)                                            | Syncom 2                      |
| 5 dicembre 1963   | Primo satellite operativo del sistema satellitare globale di navigazione | USA (Navy)                                            | NAVSAT                        |
| 19 agosto 1964    | Primo satellite geostazionario per telecomunicazioni | USA (NASA)                                            | Syncom 3                      |
| 12 ottobre 1964   | Primo volo con equipaggio multiplo (tre membri: Komarov, Feoktistov, Egorov) Primo medico nello spazio (Egorov) | URSS                                                  | Voschod 1                     |
| 15 dicembre 1964  | Primo satellite italiano, effettua la misurazione della densità atmosferica tra i 180 e i 350 km di altitudine ed esegue esperimenti sulla ionosfera terrestre                                                           | USA (NASA) Italia (CNR Aeronautica Militare Italiana) | San Marco 1                   |
| 18 marzo 1965     | Prima passeggiata spaziale | URSS                                                  | Voschod 2                     |
| 6 aprile 1965     | Primo satellite geostazionario commerciale per telecomunicazioni | Lussemburgo Intelsat, Ltd.                            | Intelsat 1                    |
| 14 luglio 1965    | Primo sorvolo ravvicinato di Marte (passaggio più vicino a 9.846 chilometri) | USA (NASA)                                            | Mariner 4                     |
| 26 novembre 1965  | Primo satellite francese, il primo lanciato da una "non superpotenza" con un proprio razzo vettore | Francia (CNES)                                        | Asterix                       |
| 15 dicembre 1965  | Primo rendezvous spaziale in orbita, fra due navicelle guidate da astronauti che si avvicinano fino a 30 cm, senza attraccarsi                                                                                           | USA (NASA)                                            | Gemini 6A/Gemini 7            |
| 3 febbraio 1966   | Primo allunaggio morbido Prime foto dalla superficie di un altro corpo celeste | URSS                                                  | Luna 9                        |
| 1º marzo 1966     | Primo impatto su un altro pianeta (Venere) | URSS                                                  | Venera 3                      |
| 16 marzo 1966     | Primo rendezvous spaziale in orbita (con attracco), fra un veicolo guidato da astronauti ed un veicolo senza pilota | USA (NASA)                                            | Gemini 8/Agena Target Vehicle |
| 3 aprile 1966     | Primo satellite artificiale in orbita attorno ad un altro corpo celeste (la Luna) | URSS                                                  | Luna 10                       |
| 2 giugno 1966     | Allunaggio morbido foto dalla Luna | USA (NASA)                                            | Surveyor 1                    |
| 23 agosto 1966    | Prima foto della Terra da una sonda in orbita lunare | USA (NASA)                                            | Lunar Orbiter 1               |
| 23 aprile 1967    | Primo incidente durante un volo spaziale (L'astronauta Vladimir Komarov precipita al suolo per la difettosa apertura dei paracadute di frenata)                                                                          | URSS                                                  | Sojuz 1                       |
| 30 ottobre 1967   | Primo rendezvous spaziale con attracco in orbita fra due navicelle senza astronauti a bordo | URSS                                                  | Cosmos 186/Cosmos 188         |
| 4 luglio 1968     | Primo satellite dedicato alla radioastronomia | USA (NASA)                                            | RAE-A                         |
| 18 settembre 1968 | Prime piante e animali (tra cui due tartarughe) e altri organismi viventi inviati nell'orbita lunare e riportati sulla Terra incolumi                                                                                    | URSS                                                  | Zond 5                        |
| 7 dicembre 1968   | Primo satellite dedicato all'astronomia dell'ultravioletto | USA (NASA)                                            | OAO-2                         |
| 21 dicembre 1968  | Primi uomini in orbita attorno ad un altro corpo celeste (Luna) | USA (NASA)                                            | Apollo 8                      |
| 16 gennaio 1969   | Primo appuntamento spaziale fra navicelle con uomini a bordo e scambio di equipaggi | URSS                                                  | Sojuz 4/Sojuz 5               |
| 21 luglio 1969    | Primo uomo sulla Luna (Neil Armstrong) e primo lancio spaziale (modulo lunare Eagle) da un altro corpo celeste | USA (NASA)                                            | Apollo 11                     |
| 19 novembre 1969  | Primo rendezvous sulla superficie di un altro corpo celeste | USA (NASA)                                            | Apollo 12/Surveyor 3          |

## 1970-1979
| Data              | Missione | Paese/Agenzia                        | Nome della Missione                |
| ----------------- | --- | ------------------------------------ | ---------------------------------- |
| 24 settembre 1970 | Primo ritorno di una sonda robotica dalla Luna | URSS                                 | Luna 16                            |
| 23 novembre 1970  | Primo veicolo lunare semovente | URSS                                 | Lunochod 1                         |
| 12 dicembre 1970  | Primo satellite dedicato all'astronomia a raggi X | USA (NASA)                           | Uhuru                              |
| 15 dicembre 1970  | Primo atterraggio morbido su un altro pianeta (Venere) Primi segnali radio lanciati da un altro pianeta                                                       | URSS                                 | Venera 7                           |
| 23 aprile 1971    | Prima stazione spaziale | URSS                                 | Saljut 1                           |
| giugno 1971       | Primo osservatorio spaziale con equipaggio | URSS                                 | Orion 1                            |
| 7 agosto 1971     | Primo veicolo lunare guidato da astronauti. | USA (NASA)                           | Apollo 15                          |
| 14 novembre 1971  | Prima sonda spaziale in orbita attorno ad un altro pianeta (Marte)                                                                                            | USA (NASA)                           | Mariner 9                          |
| 27 novembre 1971  | Primo impatto su Marte | URSS                                 | Mars 2                             |
| 2 dicembre 1971   | Primo atterraggio morbido su Marte Primi segnali radio emessi dalla superficie di Marte                                                                       | URSS                                 | Mars 3                             |
| 3 marzo 1972      | Primo oggetto fabbricato dall'uomo inviato in traiettoria di fuga fuori dall'attrazione del Sole                                                              | USA (NASA)                           | Pioneer 10                         |
| 15 luglio 1972    | Prima missione ad attraversare la fascia degli asteroidi e a lasciare il Sistema Solare                                                                       | USA (NASA)                           | Pioneer 10                         |
| 23 luglio 1972    | Primo satellite civile per il telerilevamento | USA (NASA)                           | Landsat 1                          |
| 9 novembre 1972   | Primo satellite geostazionario per trasmissioni televisive | Canada                               | Anik A1                            |
| 15 novembre 1972  | Primo satellite dedicato all'astronomia a raggi gamma | USA (NASA)                           | SAS-2                              |
| 14 maggio 1973    | Seconda nazione ad effettuare il lancio di una stazione spaziale                                                                                              | USA (NASA)                           | Skylab                             |
| 3 dicembre 1973   | Primo attraversamento della fascia degli asteroidi e sorvolo ravvicinato di Giove (a 130.000 km)                                                              | USA (NASA)                           | Pioneer 10                         |
| 5 febbraio 1974   | Sorvolo ravvicinato di Venere a 5768 chilometri, prima manovra gravitazionale teleguidata                                                                     | USA (NASA)                           | Mariner 10                         |
| 29 marzo 1974     | Primo sorvolo ravvicinato di Mercurio a 703 chilometri | USA (NASA)                           | Mariner 10                         |
| 15 luglio 1975    | Prima missione congiunta multinazionale | URSS USA (NASA)                      | Programma test Apollo-Sojuz        |
| 20 ottobre 1975   | Prima sonda in orbita attorno a Venere | URSS                                 | Venera 9                           |
| 22 ottobre 1975   | Prime foto dalla superficie di un altro pianeta (Venere) | URSS                                 | Venera 9                           |
| 20 luglio 1976    | Prime foto e raccolta di campioni di suolo dalla superficie di Marte                                                                                          | USA (NASA)                           | Viking 1 Lander                    |
| 26 gennaio 1978   | Primo satellite in orbita per osservazioni astronomiche dotato di un telescopio di 45 centimetri sensibili alla luce ultravioletta, comandato in tempo reale. | USA (NASA) ESA Regno Unito (UK-SERC) | International Ultraviolet Explorer |
| 2 marzo 1978      | Primo uomo non americano e non sovietico nello spazio (il cecoslovacco Vladimír Remek)                                                                        | URSS Cecoslovacchia                  | Sojuz 28                           |
| 5 marzo 1979      | Sorvolo ravvicinato di Giove (approccio più vicino 349.000 km)                                                                                                | USA (NASA)                           | Voyager 1                          |
| 1º settembre 1979 | Primo sorvolo ravvicinato di Saturno (approccio più vicino a 21.000 km)                                                                                       | USA (NASA)                           | Pioneer 11                         |

## 1980-1989
| Data             | Missione | Paese/Agenzia                                                   | Nome della Missione |
| ---------------- | --- | --------------------------------------------------------------- | ------------------- |
| 12 novembre 1980 | Sorvolo ravvicinato di Saturno (approccio più vicino 124.000 km) | USA (NASA)                                                      | Voyager 1           |
| 12 aprile 1981   | Primo Shuttle (navetta spaziale riutilizzabile con equipaggio umano) (in volo orbitale)                                                                                    | USA (NASA)                                                      | STS-1               |
| 1º marzo 1982    | Prima raccolta di campioni di suolo di Venere e primi suoni registrati da un altro corpo celeste                                                                           | URSS                                                            | Venera 13           |
| 25 gennaio 1983  | Primo satellite astronomico infrarosso (telescopio spaziale dedicato all'astronomia dell'infrarosso)                                                                       | USA (NASA) Regno Unito (UK-SERC) Paesi Bassi (Netherlands-NIVR) | IRAS                |
| 23 marzo 1983    | Satellite astronomico per ultravioletto e raggi X (telescopio spaziale dedicato ad osservazioni astronomiche nella banda dell'ultravioletto e dei raggi X)                 | URSS Francia                                                    | Astron              |
| 13 giugno 1983   | Prima sonda spaziale oltre l'orbita di Nettuno (prima sonda spaziale a uscire dal Sistema Solare)                                                                          | USA (NASA)                                                      | Pioneer 10          |
| 25 luglio 1984   | Prima Passeggiata spaziale di una donna (Svetlana Evgen'evna Savickaja) | URSS                                                            | Saljut 7            |
| 24 gennaio 1986  | Primo sorvolo ravvicinato di Urano (approccio più vicino a 81.000 km) | USA (NASA)                                                      | Voyager 2           |
| 19 febbraio 1986 | Prima stazione spaziale costantemente abitata per lunghi periodi di ricerca                                                                                                | URSS                                                            | Mir                 |
| 6 marzo 1986     | Primo sorvolo ravvicinato di una cometa (cometa di Halley, approccio più vicino 8890 km)                                                                                   | URSS                                                            | Vega 1              |
| 13 marzo 1986    | Sorvolo ravvicinato della cometa di Halley (approccio più vicino 596 km) e prime foto a colori del nucleo di una cometa                                                    | ESA                                                             | Sonda Giotto        |
| 18 agosto 1989   | Primo satellite astronomico dedicato all'astrometria | ESA                                                             | Hipparcos           |
| 25 agosto 1989   | Primo sorvolamento di Nettuno | USA (NASA)                                                      | Voyager 2           |
| 1º dicembre 1989 | Satellite astronomico nella banda dei raggi gamma e dei raggi X (telescopio spaziale dedicato ad osservazioni astronomiche captando emissioni di raggi gamma e di raggi X) | URSS Francia Danimarca Bulgaria                                 | Granat              |

## 1990-1999
| Data             | Missione                                                                                               | Paese/Agenzia                      | Nome della Missione        |
| ---------------- | --- | ---------------------------------- | -------------------------- |
| 14 febbraio 1990 | Prima fotografia dell'intero Sistema solare                                                            | USA (NASA)                         | Voyager 1                  |
| 5 aprile 1990    | Primo lancio spaziale da un aereo (B-52 Stratofortress) mediante un razzo Pegasus                      | USA (Orbital Sciences Corporation) | Pegsat                     |
| 24 aprile 1990   | Telescopio spaziale ottico                                                                             | USA (NASA) ESA                     | Telescopio spaziale Hubble |
| 2 dicembre 1990  | Primo volo spaziale commerciale con un viaggiatore a bordo, il giornalista giapponese Toyohiro Akiyama | URSS Japan                         | Sojuz TM-11                |
| 21 ottobre 1991  | Primo sorvolo ravvicinato di un asteroide (951 Gaspra approccio più vicino 1.600 chilometri)           | USA (NASA)                         | Galileo                    |
| 8 febbraio 1992  | Prima sonda spaziale in orbita polare attorno al Sole                                                  | USA (NASA) ESA                     | Ulysses                    |
| 2 dicembre 1995  | Primo osservatorio solare in orbita attorno ad un punto lagrangiano                                    | USA (NASA) ESA                     | SOHO                       |
| 7 dicembre 1995  | Primo volo orbitale attorno a Giove e prima missione nell'atmosfera di un pianeta gigante gassoso      | USA (NASA)                         | Galileo                    |
| 7 luglio 1998    | Primo lancio spaziale da un sottomarino nucleare K-407                                                 | Russia                             | Tubsat-N                   |
| 20 novembre 1998 | Lancio del primo modulo della Stazione spaziale internazionale                                         | Russia                             | Zarja                      |

## 2000-2009
| Data             | Missione | Paese/Agenzia               | Nome della Missione   |
| ---------------- | --- | --------------------------- | --------------------- |
| 14 febbraio 2000 | Prima sonda spaziale in orbita attorno a un asteroide (433 Eros)                                                                               | USA (NASA)                  | NEAR Shoemaker        |
| 2 novembre 2000  | Primo equipaggio residente nella Stazione spaziale internazionale                                                                              | Russia USA                  | Expedition 1          |
| 12 febbraio 2001 | Primo atterraggio morbido su un asteroide (433 Eros)                                                                                           | USA (NASA)                  | NEAR Shoemaker        |
| 28 aprile 2001   | Primo Turista spaziale (Dennis Tito) | Russia USA                  | Sojuz TM-32           |
| 15 ottobre 2003  | Terza nazione a realizzare un volo spaziale con equipaggio umano                                                                               | China                       | Shenzhou 5            |
| 4 gennaio 2004   | Prima esplorazione robotica libera della superficie di Marte                                                                                   | USA (NASA)                  | Spirit rover          |
| 25 gennaio 2004  | Esplorazione robotica libera della superficie di Marte                                                                                         | USA (NASA)                  | Opportunity rover     |
| 21 giugno 2004   | Primo volo spaziale umano organizzato da privati/veicolo spaziale suborbitale                                                                  | USA (MAV)                   | SpaceShipOne 15P      |
| 1º luglio 2004   | Primo volo orbitale attorno a Saturno | USA (NASA) ESA Italia (ASI) | Sonda Cassini-Huygens |
| 14 gennaio 2005  | Primo atterraggio morbido sul satellite di Saturno Titano                                                                                      | ESA USA (NASA) Italia (ASI) | Sonda Cassini-Huygens |
| 19 novembre 2005 | Primo lancio di una navicella spaziale da un asteroide (25143 Itokawa)                                                                         | Giappone (JAXA)             | Sonda Hayabusa        |
| 15 gennaio 2006  | Primo ritorno a Terra di campioni raccolti da una cometa (81P/Wild)                                                                            | USA (NASA)                  | Sonda Stardust        |
| 22 luglio 2006   | Prima sonda a osservare con un flyby laghi e mari di metano liquido sulla superficie di Titano                                                 | USA (NASA) ESA Italia (ASI) | Sonda Cassini-Huygens |
| 12 marzo 2008    | Primo flyby attraverso il pennacchio di un criovulcano di Encelado rivelando la presenza di oceani di acqua liquida nel sistema solare esterno | USA (NASA) ESA Italia (ASI) | Sonda Cassini-Huygens |
| 6 marzo 2009     | Primo telescopio spaziale progettato esclusivamente per la ricerca di esopianeti                                                               | USA (NASA)                  | Kepler                |

## 2010-2019
| Data              | Missione | Paese/Agenzia              | Nome della Missione |
| ----------------- | --- | -------------------------- | ------------------- |
| 10 giugno 2010    | Prima sonda ad essere accelerata da una vela solare                                                                                                  | Giappone (JAXA)            | IKAROS              |
| 13 giugno 2010    | Primo ritorno a Terra di campioni raccolti da un asteroide (25143 Itokawa)                                                                           | Giappone (JAXA)            | Sonda Hayabusa      |
| 18 marzo 2011     | Primo volo orbitale attorno a Mercurio | USA (NASA)                 | MESSENGER           |
| 16 luglio 2011    | Primo volo orbitale attorno a un grande asteroide (Vesta)                                                                                            | USA (NASA)                 | Dawn                |
| 25 agosto 2012    | Prima sonda spaziale ad entrare nello spazio interstellare.                                                                                          | USA (NASA)                 | Voyager 1           |
| 12 novembre 2014  | Primo atterraggio morbido su una cometa (67P/Churyumov-Gerasimenko).                                                                                 | ESA                        | Rosetta/Philae      |
| 6 marzo 2015      | Primo volo orbitale attorno a un pianeta nano (Cerere). Prima sonda spaziale a orbitare attorno a due distinti corpi celesti.                        | USA (NASA)                 | Dawn                |
| 14 luglio 2015    | Primo sorvolo ravvicinato del pianeta nano Plutone                                                                                                   | USA (NASA)                 | New Horizons        |
| 10 agosto 2015    | Primo cibo mangiato da astronauti che è cresciuto nello spazio (lattuga)                                                                             | USA (NASA) Giappone (JAXA) | VEGGIE              |
| 21 dicembre 2015  | Primo atterraggio VTVL (verticale) per un razzo orbitale                                                                                             | USA (SpaceX)               | Falcon 9            |
| 21 settembre 2018 | Primo rover in movimento sulla superficie di un asteroide (162173 Ryugu)                                                                             | Giappone (JAXA)            | Hayabusa 2          |
| 1 gennaio 2019    | Prima sonda ad eseguire un sorvolo ravvicinato di un asteroide binario a contatto (486958 Arrokoth) nella Fascia di Kuiper oltre l'orbita di Plutone | USA (NASA)                 | New Horizons        |
| 3 gennaio 2019    | Primo atterraggio morbido sulla faccia nascosta della Luna, nonché primi semi germogliati su un altro corpo celeste                                  | Cina (CNSA)                | Chang'e 4           |

## Dal 2020 ad oggi
| Data              | Missione | Paese/Agenzia           | Nome della Missione        |
| ----------------- | --- | ----------------------- | -------------------------- |
| 30 maggio 2020    | Primo volo orbitale con equipaggio lanciato da un'azienda privata | USA (SpaceX)            | SpaceX Crew Dragon Demo 2  |
| 19 aprile 2021    | Primo volo aerodinamico sperimentale effettuato nell'atmosfera di un altro pianeta (Marte) | USA (NASA)              | Mars Helicopter Scout      |
| 23 aprile 2021    | Prima produzione artificiale di ossigeno utilizzando l'atmosfera di un altro pianeta (Marte) | USA (NASA)              | MOXIE                      |
| 28 aprile 2021    | Prima sonda ad entrare all'interno dell'atmosfera solare raccogliendo dati | USA (NASA)              | Parker Solar Probe         |
| 29 aprile 2021    | Lancio del primo modulo della stazione spaziale Tiangong | Cina (CNSA)             | Tiangong                   |
| 25 dicembre 2021  | Lancio del telescopio spaziale James Webb Space Telescope (JWST) | USA (NASA) ESA Canada   | James Webb Space Telescope |
| 26 settembre 2022 | Primo test di difesa planetaria deviando un corpo celeste (65803 I Dimorphos) tramite impatto di un veicolo spaziale appositamente realizzato Primo contatto e primo volo ravvicinato (LICIACube) della luna di un asteroide (65803 I Dimorphos) | USA (NASA) Italia (ASI) | DART                       |
| 23 agosto 2023    | Primo atterraggio morbido di una sonda nel polo sud della Luna | India (ISRO)            | Chandrayaan-3              |

In aggiunta, praticamente tutti i record di permanenza dell'uomo nello spazio sono stati stabiliti dall'URSS, e sono legati principalmente alle loro due serie di stazioni spaziali Salyut e Mir.